# Eve Muirhead
Eve Muirhead MBE (* 22. April 1990 in Perth, Vereinigtes Königreich) ist eine ehemalige schottische Curlerin. Die Weltmeisterin von 2013 und Olympiasiegerin von 2022 spielte auf der Position des Skip.

## Karriere
Als 16-Jährige gewann Muirhead ihre erste Goldmedaille bei den Juniorenweltmeisterschaften 2007 in Eveleth, USA, an der Seite von Skip Sarah Reid. 2008 führte sie ihr eigenes Team als Skip und gewann erneut die Goldmedaille bei den Juniorenweltmeisterschaften im schwedischen Östersund. Im Finale besiegte sie das schwedische Team mit Skip Cecilia Östlund mit 12:8 Steinen.
Auch 2009 entschied sie die Juniorenweltmeisterschaften für sich und gewann damit die dritte Goldmedaille in Folge. Da sie bei den nationalen Meisterschaften das Team um Kelly Wood im Finale geschlagen hatte, vertrat sie Schottland auch bei den Weltmeisterschaften. Ihren letzten Auftritt bei den Juniorenweltmeisterschaften hatte sie 2011, wo sie erneut Gold gewann.
Im Februar 2010 nahm Muirhead als Mitglied des britischen Teams an den Olympischen Winterspielen 2010 in Vancouver (Kanada) teil. Die Mannschaft belegte den siebten Platz. 
Muirhead gewann 2010 mit dem schottischen Team die Silbermedaille bei der Weltmeisterschaft. Im kanadischen Swift Current verlor die Mannschaft im Finale gegen das Team Deutschland um Skip Andrea Schöpp mit 6:8 Steinen nach Zusatzend. Bei den Curling-Europameisterschaften 2010 im schweizerischen Champéry gewann Muirhead die Silbermedaille. Im Finale unterlag sie dem schwedischen Team um Skip Stina Viktorsson. 
Bei den Europameisterschaften 2011 gewann sie die Goldmedaille durch einen Sieg im Finale gegen das schwedische Team um Margaretha Sigfridsson. Bei den Europameisterschaften 2012 und 2013 errang sie jeweils die Silbermedaille, nachdem sie die Finalspiele gegen das russische Team von Anna Sidorowa (2012) bzw. das schwedische Team von Margaretha Sigfridsson (2013) verloren hatte. 
Am 24. März 2013 gewann sie im lettischen Riga die Curling-Weltmeisterschaft der Damen 2013 und wurde damit zur jüngsten Titelträgerin aller Zeiten auf der Position des Skip. 
Bei den Olympischen Winterspielen 2014 in Sotschi gewann sie als Skip des Teams Großbritannien mit einem 6:5 gegen die Schweiz die Bronzemedaille.
Bei der Europameisterschaft 2014 konnte sie mit der Bronzemedaille erneut einen Podiumsplatz erringen. 2015 zog sie bei diesem Wettbewerb wieder in das Finale ein, verlor aber wie schon 2012 gegen Anna Sidorowa. Bei der Europameisterschaft 2016 kam sie wieder unter die letzten Vier, musste sich aber nach einer Niederlage mit dem Spiel um Platz 3 zufriedengeben, das sie gegen  die tschechische Mannschaft um Anna Kubešková gewann.
Nachdem es bei den Weltmeisterschaften 2015 und 2016 nicht für eine Medaille gereicht hat (2015: Vierte; 2016: Fünfter), konnte sie 2017 die Bronzemedaille durch einen Sieg gegen die schwedische Mannschaft von Skip Anna Hasselborg im Spiel um Platz drei gewinnen. 
Bei der Europameisterschaft 2017 in St. Gallen konnte sie mit ihrem Team den Erfolg von 2013 wiederholen und ihre zweite Goldmedaille gewinnen. Nach dem dritten Platz in der Round Robin schlug sie im Halbfinale die Schweiz mit Skip Silvana Tirinzoni und im Finale Schweden mit Skip Anna Hasselborg.
Muirhead vertrat mit ihrem Team (Third: Anna Sloan, Second: Vicki Adams, Lead: Lauren Gray) Großbritannien bei den Olympischen Winterspielen 2018. Mit einem dritten Platz nach der Round Robin zog sie in die Finalrunde ein, erlitt dort aber zwei Niederlagen gegen Schweden (Skip: Anna Hasselborg) im Halbfinale und gegen Japan (Skip: Satsuki Fujisawa) im Spiel um Platz drei und belegte schlussendlich den vierten Platz.
Bei den Olympischen Winterspielen 2022 in Peking gewann Muirhead mit ihrem Team die Goldmedaille. Im Halbfinale besiegten die Britinnen Titelverteidiger Schweden, im Finale dann das japanische Team.
Sie spielte sehr erfolgreich auf der World Curling Tour und gewann dort zahlreiche Wettbewerbe.
Am 11. August 2022 gab sie ihren Rücktritt bekannt.

## Privates
Eve Muirhead ist die Tochter des britischen Curlers Gordon Muirhead, der bei den Olympischen Winterspielen in Albertville mit seinem Team den fünften Platz belegte. Ihr älterer Bruder Glen hat bereits für das schottische Team gespielt und ihr jüngerer Bruder Thomas nahm 2012 für Großbritannien an den in Innsbruck stattfindenden ersten Olympischen Jugend-Winterspielen teil.